# Cadoule
La Cadoule est une rivière française du département de l'Hérault en  région Occitanie et un affluent droit du canal du Bas-Rhône Languedoc, avant de se jeter dans l'étang de l'Or.

## Géographie
De 22,8 kilomètres de longueur,
la Cadoule prend sa source à la source de Font Counilière sur la commune de Montaud à 135 mètres d'altitude.
Il coule globalement du nord-ouest vers le sud-est.
Il traverse le canal du Bas-Rhône Languedoc, entre les communes de entre Mauguio et Candillargues, à 0 mètres d'altitude, puis débouche dans l'étang de l'Or, près du mas de Naudon.

### Communes traversées

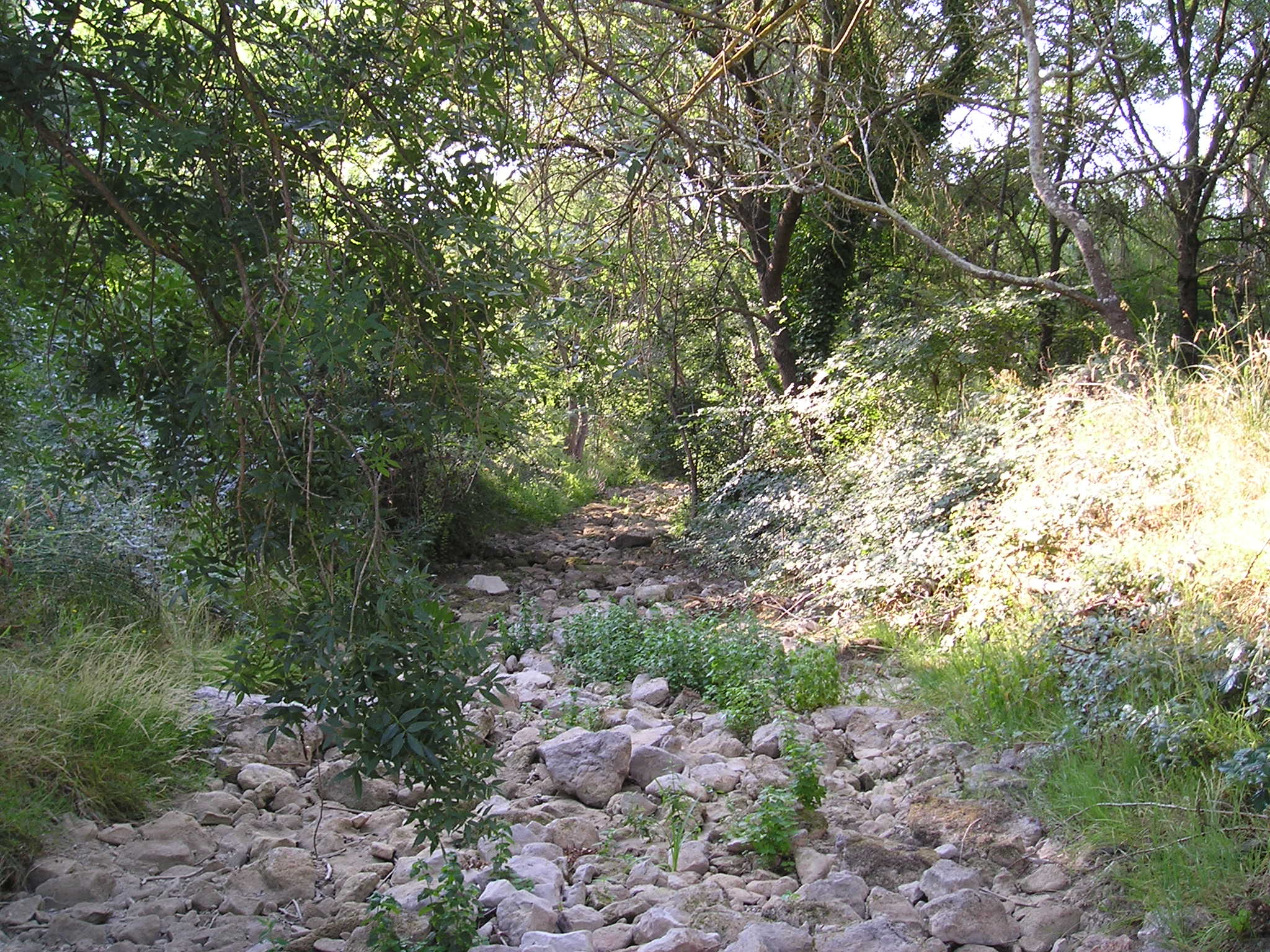
Au sud de Castries, dans l'Hérault, la Cadoule à sec en été au croisement avec le chemin de grande randonnée GR653 à deux mètres à l'est du territoire de Vendargues. Vue de l'aval tournée vers le Sud.

Dans le seul département de l'Hérault, la Cadoule traverse les neuf communes suivantes, dans le sens amont vers aval, de Montaud (source), Guzargues, Castries, Teyran, Vendargues, Baillargues, Saint-Aunès, Mauguio, Candillargues (confluence).

### Bassin versant
La superficie du bassin versant « Côtiers du Salaison au Bérarge » (Y332) est de 62 km2.

## Affluents
La Cadoule a trois affluents référencés :
- la rivièrette du Mas Naud (rg[note 1]), 1,8 km, sur la seule commune de Castries.
- la Maire (rd), 3 km, sur la seule commune de Castries.
- le ruisseau d'Aigues-Vives ou ruisseau de l'Aigue Vive ou  le Merdanson (rg), 9,1 km, sur les quatre communes de Baillargues, Mauguio, Mudaison, Candillargues.

En outre, le cours de la Cadoule croise par un ouvrage d'art lecanal du Bas-Rhône Languedoc ; ce dernier est long de 72,8 km, sur vingt-et-une communes et possède vingt-cinq affluents.

### Rang de Strahler
Le rang de Strahler est de deux.

## Hydrologie
Le régime hydrologique est dit pluvial méridional.

## Aménagements et écologie

### Via Tolosana
La Via Tolosana ou le chemin de grande randonnée GR653 traverse la Cadoule sur la commune de Castries.

### Canal Philippe-Lamour
La Cadoule traverse le canal Philippe-Lamour, canal d'irrigation construit dans les années 1950.